# Бьюрзон, Юнас
Юнас Бьюрзон (швед. Jonas Bjurzon, 1810 — 1882) — шведский ботаник.

## Биография
Юнас Бьюрзон родился 11 июля 1810 года в городе Альстер.
В 1846 году была опубликована его работа Skandinaviens Växtfamiljer i sammandrag framställda.
Юнас Бьюрзон умер 26 июня 1882 года в Уппсале.

## Научная деятельность
Юнас Бьюрзон специализировался на семенных растениях.

## Публикации
- 1846: Skandinaviens Växtfamiljer i sammandrag framställda (Uppsala).